# Jean-Baptiste Adamsberg
Jean-Baptiste Adamsberg est un personnage de fiction, commissaire de police français et héros récurrent dans l'œuvre policière de Fred Vargas.
Il apparaît pour la première fois dans L'Homme aux cercles bleus. C'est un homme nonchalant, souple, d'un caractère rêveur et en apparence désordonné, « pelleteux de nuages » selon l'expression québécoise. Adamsberg se distingue de prime abord par son absence de méthode d'investigation ; il est incapable d'analyser ou de soutenir consciemment un long raisonnement. Il obtient pourtant des résultats spectaculaires grâce à son intuition et surtout à sa grande sensibilité, qui lui permettent de se mettre à la place des gens, bien qu'il semble parfois assez éloigné d'eux. Pour le personnage de Jean-Baptiste Adamsberg, Fred Vargas s'est inspirée en partie du dessinateur Edmond Baudoin.

## Entourage
Le commissaire Adamsberg est entouré de son adjoint, Adrien Danglard et des autres membres de son équipe, dont les personnages apparaissent progressivement dans chaque nouveau roman de la série. Danglard, organisé et d'une culture encyclopédique, est toujours surpris par les facultés intuitives d'Adamsberg, ce qui pourtant est parfois assez peu à son goût. Occasionnellement, il lui reproche aussi sa nonchalance, qui s'apparente pour lui à de l'indifférence : « Danglard, vous croyez toujours que je ne fous rien sous prétexte que je ne fous rien. La réalité n'est jamais si simple et vous le savez mieux que quiconque. »  ; « En fait, Danglard était si frappé d'amour pour ses quatre enfants qu'il aurait surtout voulu les montrer, eux, à Adamsberg et qu'il lui dise : ‟Ils ont des têtes d'anges”. Mais il n'était pas sûr qu'Adamsberg s'intéresse à ses mômes. »  ; « Danglard regardait le commissaire sans rien dire, stupéfait et vaguement trahi. ».
La romancière s'est aussi confiée sur ce personnage, inspiré par la figure de son père à « l'érudition démente ».
Adamsberg vit une histoire d'amour intense mais compliquée avec Camille Forestier, une jeune femme à la fois plombière et musicienne. Il a un fils avec elle, Thomas dit « Tom ».
Dans Un lieu incertain, il rencontre un jeune homme de 28 ans, Armel Louvois, que lui appelle Zerk. Il découvre qu'il s'agit de son premier fils, né d'une relation passagère de jeunesse avec une jeune fille de son village.

## Vargas et son personnage
Fred Vargas a fait le choix, au fil des romans, que le lecteur puisse de mieux en mieux connaître ce personnage, en évoquant assez souvent son passé.

## Enquêtes du commissaire Adamsberg
| N° | Date | Type                       | Titre                     | Prix                                                                                  | Adaptation au cinéma et à la télévision | Adaptation au cinéma et à la télévision | Adaptation au cinéma et à la télévision | Adaptation au cinéma et à la télévision | Adaptation au cinéma et à la télévision | Adaptation au cinéma et à la télévision |
| N° | Date | Type                       | Titre                     | Prix                                                                                  | Date                                    | Type                                    | Série                                   | Titre                                   | Réalisateur                             | Interprète                              |
| -- | ---- | -------------------------- | ------------------------- | ------------------------------------------------------------------------------------- | --------------------------------------- | --------------------------------------- | --------------------------------------- | --------------------------------------- | --------------------------------------- | --------------------------------------- |
| 1  | 1991 | roman                      | L'Homme aux cercles bleus | Prix du festival de Saint-Nazaire 1992                                                | 2009                                    | téléfilm                                | Collection Fred Vargas                  | L'Homme aux cercles bleus               | Josée Dayan                             | Jean-Hugues Anglade                     |
| 2  | 1999 | roman                      | L'Homme à l'envers        | Grand prix du roman noir de Cognac 2000, Prix Mystère de la critique 2000             | 2009                                    | téléfilm                                | Collection Fred Vargas                  | L'Homme à l'envers                      | Josée Dayan                             | Jean-Hugues Anglade                     |
| 3  | 2000 | bande dessinée             | Les Quatre Fleuves        | Prix ALPH-ART du meilleur scénario, Angoulême 2001                                    |                                         |                                         |                                         |                                         |                                         |                                         |
| 4  | 2001 | roman                      | Pars vite et reviens tard | Prix des libraires 2002, Grand prix des lectrices de ELLE 2002, Deutscher Krimi Preis | 2007                                    | film                                    |                                         | Pars vite et reviens tard               | Régis Wargnier                          | José Garcia                             |
| 5  | 2002 | recueil de trois nouvelles | Coule la Seine            | Trophées 813 pour la nouvelle Salut et Liberté en 1997                                |                                         |                                         |                                         |                                         |                                         |                                         |
| 6  | 2004 | roman                      | Sous les vents de Neptune |                                                                                       | 2008                                    | téléfilm                                | Collection Fred Vargas                  | Sous les vents de Neptune               | Josée Dayan                             | Jean-Hugues Anglade                     |
| 7  | 2006 | roman                      | Dans les bois éternels    |                                                                                       |                                         |                                         |                                         |                                         |                                         |                                         |
| 8  | 2008 | roman                      | Un lieu incertain         |                                                                                       | 2010                                    | téléfilm                                | Collection Fred Vargas                  | Un lieu incertain                       | Josée Dayan                             | Jean-Hugues Anglade                     |
| 9  | 2011 | roman                      | L'Armée furieuse          |                                                                                       |                                         |                                         |                                         |                                         |                                         |                                         |
| 10 | 2015 | roman                      | Temps glaciaires          | Prix Landerneau 2015                                                                  |                                         |                                         |                                         |                                         |                                         |                                         |
| 11 | 2017 | roman                      | Quand sort la recluse     |                                                                                       | 2019                                    | téléfilm                                | Collection Fred Vargas                  | Quand sort la recluse                   | Josée Dayan                             | Jean-Hugues Anglade                     |
| 12 | 2023 | roman                      | Sur la dalle              |                                                                                       | 2024                                    | téléfilm                                |                                         | Sur la dalle                            | Josée Dayan                             | Yvan Attal                              |

Divers
- Dans Un peu plus loin sur la droite (1996), Adamsberg est évoqué, mais son personnage n'intervient pas dans le roman, c'est justement son absence que Louis Kehlweiler regrette.